# Johan Adolph Bornemann
Johan Adolph Bornemann, född den 5 maj 1643 i Köpenhamn, död den 8 mars 1698, var en dansk präst, son till Philip Julius Bornemann.
1657 kom han som föräldralös i huset hos en släkting i Viborg, men vände 1659 tillbaka till Köpenhamn. 1661 blev han student och tog 1665 teologisk examen. 
1668 reste han utomlands, studerade i Leiden och Oxford och besökte sedan Frankrike och Italien. 1672 uppehöll han sig 4 månader i Rom, där han studerade arkeologi på Via Appia i sällskap med sin landsman, katoliken Christian Payngk. 
1675 blev han rektor i Køge. 1676 uppehöll han sig 2 månader vid det danska lägret i Skåne, där han predikade för Kristian V, som samma år utnämnde honom till slottspräst i Köpenhamn. 
1677 följde han kungen till Rügen och var med honom, då de på tillbakaresan kom i sjönöd och var nära att lida skeppsbrott. 1677-81 höll han efter avtal med kungen varje söndag eftermiddagsgudstjänst med dansk predikan på slottet, tills denna avlöstes av tysk predikan. 
1678 blev han lovad Magdalene Worm, yngsta dotter till Ole Worm, men hon dog före bröllopet. 1683 utnämndes han till präst vid Frue Kirke och prost över Sokkelund Herred och äktade samme år Else Cathrine Bartholin, yngsta dotter till professor Thomas Bartholin. 